# Inside The Mystery
Inside the Mystery è il quinto album in studio come solista del tastierista e cantante Ken Hensley.  

## Tracce
1. Crying (Hensley) – 6:02
2. Give Me a Reason (Hensley) – 5:49
3. The Voice of Love (Hensley) – 5:26
4. Who Knows (Hensley) – 5:03
5. Weep in Silence (Hensley) – 3:57
6. Dancing (Hensley) – 4:54
7. Did You Know (Hensley) – 5:57
8. The Last Dance (Hensley) – 5:45
9. Send Me an Angel (Hensley) – 3:57
10. Inside the Mystery (Hensley) – 3:27

## Formazione
- Ken Hensley - voce, tastiera, chitarra,  percussioni